# شب‌نورد (پرنده)
شب‌نورد، شب‌نورد معمولی، شب‌نورد گردن‌سفید یا پائوراک (Nyctidromus albicollis) – برای تمایز از گونه‌های مشابه، پائوراک معمولی نیز نامیده می‌شود – گونه‌ای از شبگردها و یکی از دو پرنده در سردهٔ Nyctidromus است. این پرنده در مناطق نیمه‌گرمسیری و گرمسیری جهان جدید زادآوری می‌کند و به جز پرندگان شمالی، عمدتاً در سراسر سال ساکن است.
نام رایج «pauraque» ممکن است یک نام‌آوا از صدای ناله این پرنده باشد.

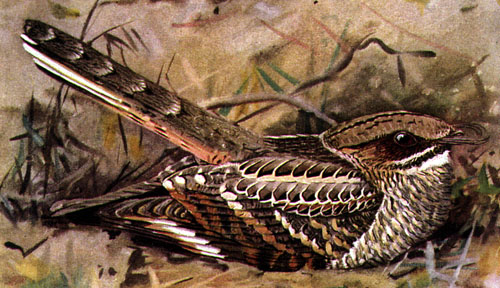
شب‌نورد گردن‌سفید، لوئیس آگاسیز فوئرتس، ۱۹۲۶